# Сполар, Антониетта
Антониетта Сполар (англ. Antoinette Spolar, род. 31 октября 1964) - американская актриса известная своим сотрудничеством со Сьюзи Эссман в сериале HBO «Умерь свой энтузиазм».

## Биография
Озвучивала такие мультфильмы как «Захватчик Зим», ставший культовым и «Джонни Браво».  В данном мультсериале озвучивала Джессику пародировав стиль речи Хэйли Дафф. Широко снималась в второстепенных ролях в «Глик в прямом эфире», «Бутоньерка»,«Чокнутая бывшая» в 4 сезоне, получила внимание в Instagram как исполнительница наивной секретарши Ларри Дэвида в «Умерь свой энтузиазм». «Чокнутая бывшая» был отмечен за музыкальные способности задействованных певиц.Отмечались элементы романтической комедии в данном сериале. Сериал получил положительные оценки В данном сериале также снимался Джейсон Александр и использовал мем «Directed by Robert B.Weide», который стал популярным в рунете согласно Канобу. А ещё озвучивала тётю Бесс  в мультсериале «София Прекрасная».
Завела аккаунт в Twitter и использовала свою известность для бронирования поздравительных видеооткрыток.

## Избранная фильмография
| Год  |   | Русское название | Оригинальное название | Роль    |
| ---- | - | ---------------- | --------------------- | ------- |
| 2011 | с | Бесстыжие        | Shameless             | женщина |